# Andrés Arroyo
Andrés Gabriel Arroyo Dominicci (Bayamón, 7 juni 1995) is een Puerto Ricaans middellangeafstandsloper, die is gespecialiseerd in de 800 meter. Hij nam eenmaal deel aan de Olympische Spelen en won hierbij geen medailles.

## Loopbaan
Arroyo maakte zijn olympisch debuut in 2016 op de Olympische Spelen van Rio de Janeiro. Op de 800 m sneuvelde hij in de halve finale. Op de WK van 2017 sneuvelde hij in de reeksen.

## Persoonlijke records
Outdoor
| Onderdeel   | Prestatie | Datum         | Plaats      |
| ----------- | --------- | ------------- | ----------- |
| 400 m       | 49,09     | 16 maart 2013 | Kissimmee   |
| 600 m       | 1.15,05   | 16 maart 2019 | Gurabo      |
| 800 m       | 1.44,96   | 17 mei 2019   | Marietta    |
| 1500 m      | 3.41,95   | 28 april 2017 | Gainesville |
| 1 Eng. mijl | 4.08,41   | 25 mei 2013   | New York    |

Indoor
| Onderdeel   | Prestatie | Datum            | Plaats       |
| ----------- | --------- | ---------------- | ------------ |
| 800 m       | 1.46,20   | 27 februari 2016 | Fayetteville |
| 1 Eng. mijl | 4.14,61   | 11 januari 2014  | Birmingham   |

## Prestaties

### 800 m
Kampioenschappen
- 2015: 7e Pan-Amerikaanse Spelen - 1.49,08
- 2016: halve finale OS - 1.46,15
- 2017: 19e WK - 1.46,46
- 2018:  Ibero-Amerikaanse kamp. - 1.47,62